# Heterachthes v-flavus
Heterachthes v-flavus är en skalbaggsart som beskrevs av Martins 2009. Heterachthes v-flavus ingår i släktet Heterachthes och familjen långhorningar. Inga underarter finns listade i Catalogue of Life.